# SMS Cap Trafalgar
La SMS Cap Trafalgar era una nave corsara tedesca della prima guerra mondiale che operò nelle acque dell'Oceano Atlantico fuori dal Brasile in missioni a medio raggio.

## Inizi e tecnica
La nave passeggeri SS Cap Trafalgar venne costruita presso il cantiere navale AG Vulcan sul fiume Elba ad Amburgo, in Germania, per la linea Amburgo-Sud America per il loro servizio tra la Germania e il fiume Plate (Río de la Plata). Prese il nome dal capo spagnolo Trafalgar, teatro della famosa battaglia di Trafalgar nel 1805. Una nave a tre imbuti lunga 187 m e larga 22 m, misurava 18.710 t e poteva trasportare quasi 1.600 passeggeri (400 di prima classe, 276 di seconda classe, 913 di terza o classe di governo). Possedeva tre eliche, le sue eliche esterne erano azionate da due motori a vapore a tripla espansione e quello centrale azionato da una turbina di scarico.

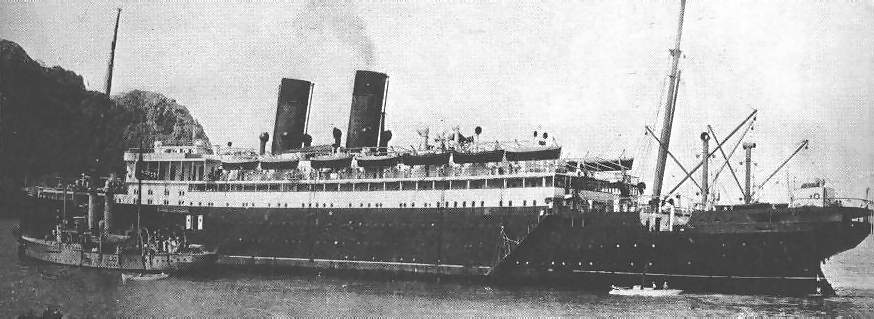
Cap Trafalgar e la Eber a Trindade

Quando il Cap Trafalgar iniziò il suo viaggio inaugurale il 10 aprile 1914 da Amburgo verso i porti sudamericani in Brasile, Argentina e Uruguay, era la più grande nave che viaggiava sul servizio sudamericano e tra le più lussuose. I suoi ponti superiori includevano una piscina e un caffè in una serra, mentre i suoi corridoi di prima classe e le trombe delle scale erano pieni di bellissime filigrane d'oro e le sue cabine erano arredate nella più alta moda del periodo. Era l'epitome dello sfarzo, dell'eleganza e dell'ingegneria germanica, ma quando fu dichiarata la guerra, la sua carriera tra i mondani e i ricchi del mondo finì.

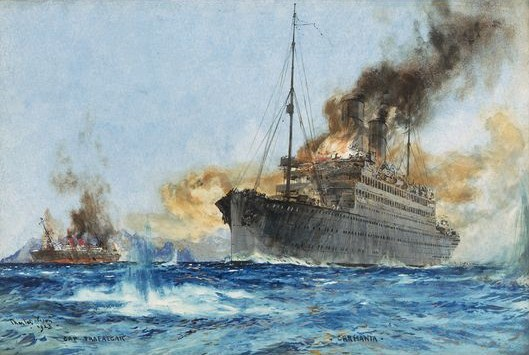
La battaglia tra Cap Trafalgar e Carmania.

## Affondamento
Fu il primo incrociatore mercantile armato affondato da una nave della stessa classe; fu distrutto dal RMS Carmania, anche lui un ex transatlantico convertito, in una furiosa azione nell'Atlantico meridionale nel settembre 1914. È stata la prima battaglia al mondo tra ex transatlantici.